# Helmut Niederhofer
Helmut Niederhofer (* 26. Dezember 1955) ist ein österreichischer Basketballfunktionär.

## Laufbahn
Niederhofer war insgesamt 46 Jahre lang in verschiedenen Ämtern und Positionen für UKJ Möllersdorf (später in Arkadia Traiskirchen umbenannt) tätig. Er bestritt insgesamt 420 Spiele für unterschiedliche Möllersdorfer Mannschaften. Als Manager sorgte er dafür, dass der Verein 1983 eine Spielberechtigung für die Basketball-Bundesliga erhielt und sich dort etablierte. In seine Amtszeit fallen die österreichischen Meistertitel 1991, 1994 und 2000 sowie die Siege im Pokalbewerb 1997, 2000 und 2001.
Im Zeitraum von 1992 bis 2016 hatte Niederhofer in Traiskirchen das Amt des Vereinsobmanns inne und war damit nach dem Vereinsgründer Friedrich Tscherney erst der zweite, der diesen Posten besetzte. Anlässlich des 50-jährigen Vereinsjubiläums im Jahr 2016 wurde Niederhofer mit der Ehrenplakette in Gold des Österreichischen Basketballverbandes ausgezeichnet. Im Sommer 2016 gab er das Amt des Obmanns an Ernst Nemeth ab und war in der Saison 2016/17 als Sportlicher Leiter tätig. Im Mai 2017 zog sich der Schwiegervater von Fabricio Vay von diesem Amt zurück.
Als Vertreter für den österreichischen Markt gehörte Niederhofer zum Stab der Spielervermittlungsagentur Interperformances. Im Mai 2019 wurde er zum Vorsitzenden des Niederösterreichischen Basketballverbandes gewählt und blieb bis Juli 2022 im Amt. Im August 2024 wurde er als Nachfolger von Gerald Martens Vorsitzender des Österreichischen Basketballverbands.